# 1344
- Wikisource

| Calendário gregoriano                                                        | 1344 MCCCXLIV                                        |
| Ab urbe condita                                                              | 2097                                                 |
| Calendário arménio                                                           | 793 – 794                                            |
| Calendário bahá'í                                                            | -500 – -499                                          |
| Calendário budista                                                           | 1888                                                 |
| Calendário chinês                                                            | 4040 – 4041 Início a 15 de janeiro (aproximadamente) |
| Calendário copta                                                             | 1060 – 1061                                          |
| Calendário etíope                                                            | 1336 – 1337                                          |
| Calendários hindus - Vikram Samvat - Calendário nacional indiano - Cáli Iuga | 1399 – 1400 1265 – 1266 4444 – 4445                  |
| Calendário Holoceno                                                          | 11344                                                |
| Calendário islâmico                                                          | 745 – 746                                            |
| Calendário judaico                                                           | 5104 – 5105                                          |
| Calendário persa                                                             | 722 – 723                                            |
| Calendário rúnico                                                            | 1594                                                 |
| Calendário solar tailandês                                                   | 1887                                                 |

1344 (MCCCXLIV, na numeração romana) foi um ano bissexto do século XIV do Calendário Juliano, da Era de Cristo, e as suas letras dominicais foram D e C (53 semanas), teve  início a uma quinta-feira e terminou a uma sexta-feira.
| Ano completo                           |
| -------------------------------------- |
| Ano bissexto com início à quinta-feira |

## Eventos
- 3 de abril - O rei da Boémia, o imperador alemão Carlos IV do Luxemburgo, dá início à construção de uma nova cidade Praga onde vai instalar a capital do império, começando pela catedral de São Vito, exemplo de arquitectura de estilo gótico.
- Fundação de Tenochtitlán, a capital do império asteca.
- Lisboa e grande parte do resto de Portugal é atingida por um terramoto de grande intensidade, de que existem referências escritas da época a mencionar grandes estragos.
- Surgem as primeiras referencias à Ordem da Jarreteira que vem depois a ser fundada em 1348 por Eduardo III de Inglaterra, ainda em exercício de rei.